# Hypovoria pilibasis
Hypovoria pilibasis là một loài ruồi trong họ Tachinidae.